# الكسندر ويليام ميليغان
الكسندر ويليام ميليغان (بالإنجليزية: Alexander William Milligan)‏ هو عالم طيور أسترالي، ولد في 1858 في بالارات في أستراليا، وتوفي في 30 مارس 1921 في St Kilda, Victoria ‏ في أستراليا.